# Grand Tour (bodová klasifikace)
Seznam vítězů bodovací soutěže závodů Grand Tour představuje přehledný výpis vítězů jednotlivých závodů zařazených do cyklistické Grand Tour, tedy Giro d'Italia, Tour de France, Vuelta a España.

## Vítězové bodovací soutěže Grand Tours
| Bodovací soutěž Grand Tours       |                                   |                                    |
| Giro d'Italia                     | Tour de France                    | Vuelta a España                    |
| 2023 Jonathan Milan (ITA)         | 2023 Jasper Philipsen (BEL)       | 2023 bude oznámeno                 |
| 2022 Arnaud Démare (FRA)          | 2022 Wout van Aert (BEL)          | 2022 Mads Pedersen (DEN)           |
| 2021 Peter Sagan (SVK)            | 2021 Mark Cavendish (GBR)         | 2021 Fabio Jakobsen (NED)          |
| 2020 Arnaud Démare (FRA)          | 2020 Sam Bennett (Irsko)          | 2020 Primož Roglič (SLO)           |
| 2019 Pascal Ackermann (GER)       | 2019 Peter Sagan (SVK)            | 2019 Primož Roglič (SLO)           |
| 2018 Elia Viviani (ITA)           | 2018 Peter Sagan (SVK)            | 2018 Alejandro Valverde (ESP)      |
| 2017 Fernando Gaviria (COL)       | 2017 Michael Matthews (AUS)       | 2017 Chris Froome (GBR)            |
| 2016 Giacomo Nizzolo (ITA)        | 2016 Peter Sagan (SVK)            | 2016 Fabio Felline (ITA)           |
| 2015 Giacomo Nizzolo (ITA)        | 2015 Peter Sagan (SVK)            | 2015 Alejandro Valverde (ESP)      |
| 2014 Nacer Bouhanni (FRA)         | 2014 Peter Sagan (SVK)            | 2014 John Degenkolb (GER)          |
| 2013 Mark Cavendish (GBR)         | 2013 Peter Sagan (SVK)            | 2013 Alejandro Valverde (ESP)      |
| 2012 Joaquim Rodríguez (ESP)      | 2012 Peter Sagan (SVK)            | 2012 Alejandro Valverde (ESP)      |
| 2011 Michele Scarponi (ITA)       | 2011 Mark Cavendish (GBR)         | 2011 Bauke Mollema (NED)           |
| 2010 Cadel Evans (AUS)            | 2010 Alessandro Petacchi (ITA)    | 2010 Mark Cavendish (GBR)          |
| 2009 Děnis Meňšov (RUS)           | 2009 Thor Hushovd (NOR)           | 2009 André Greipel (GER)           |
| 2008 Daniele Bennati (ITA)        | 2008 Óscar Freire (ESP)           | 2008 Greg Van Avermaet (BEL)       |
| 2007 ---                          | 2007 Tom Boonen (BEL)             | 2007 Daniele Bennati (ITA)         |
| 2006 Paolo Bettini (ITA)          | 2006 Robbie McEwen (AUS)          | 2006 Thor Hushovd (NOR)            |
| 2005 Paolo Bettini (ITA)          | 2005 Thor Hushovd (NOR)           | 2005 Alessandro Petacchi (ITA)     |
| 2004 Alessandro Petacchi (ITA)    | 2004 Robbie McEwen (AUS)          | 2004 Erik Zabel (GER)              |
| 2003 Gilberto Simoni (ITA)        | 2003 Baden Cooke (AUS)            | 2003 Erik Zabel (GER)              |
| 2002 Mario Cipollini (ITA)        | 2002 Robbie McEwen (AUS)          | 2002 Erik Zabel (GER)              |
| 2001 Massimo Strazzer (ITA)       | 2001 Erik Zabel (GER)             | 2001 José Maria Jiménez (ESP)      |
| 2000 Dmitrij Konyšev (RUS)        | 2000 Erik Zabel (GER)             | 2000 Roberto Heras (ESP)           |
| 1999 Laurent Jalabert (FRA)       | 1999 Erik Zabel (GER)             | 1999 Frank Vandenbroucke (BEL)     |
| 1998 Mariano Piccoli (ITA)        | 1998 Erik Zabel (GER)             | 1998 Fabrizio Guidi (ITA)          |
| 1997 Mario Cipollini (ITA)        | 1997 Erik Zabel (GER)             | 1997 Laurent Jalabert (FRA)        |
| 1996 Fabrizio Guidi (ITA)         | 1996 Erik Zabel (GER)             | 1996 Laurent Jalabert (FRA)        |
| 1995 Tony Rominger (SUI)          | 1995 Laurent Jalabert (FRA)       | 1995 Laurent Jalabert (FRA)        |
| 1994 Džamolidin Abdužaparov (UZB) | 1994 Džamolidin Abdužaparov (UZB) | 1994 Laurent Jalabert (FRA)        |
| 1993 Adriano Baffi (ITA)          | 1993 Džamolidin Abdužaparov (UZB) | 1993 Tony Rominger (SUI)           |
| 1992 Mario Cipollini (ITA)        | 1992 Laurent Jalabert (FRA)       | 1992 Džamolidin Abdužaparov (UZB)  |
| 1991 Claudio Chiappucci (ITA)     | 1991 Džamolidin Abdužaparov (UZB) | 1991 Uwe Raab (GER)                |
| 1990 Gianni Bugno (ITA)           | 1990 Olaf Ludwig (GDR)            | 1990 Uwe Raab (GDR)                |
| 1989 Giovanni Fidanza (ITA)       | 1989 Sean Kelly (Irsko)           | 1989 Malcolm Elliott (GBR)         |
| 1988 Johan van der Velde (NED)    | 1988 Eddy Planckaert (BEL)        | 1988 Sean Kelly (IRL)              |
| 1987 Johan van der Velde (NED)    | 1987 Jean-Paul van Poppel (NED)   | 1987 Alfonso Gutierrez (ESP)       |
| 1986 Guido Bontempi (ITA)         | 1986 Eric Vanderaerden (BEL)      | 1986 Sean Kelly (IRL)              |
| 1985 Johan van der Velde (NED)    | 1985 Sean Kelly (Irsko)           | 1985 Sean Kelly (IRL)              |
| 1984 Urs Freuler (SUI)            | 1984 Frank Hoste (BEL)            | 1984 Guido Van Calster (BEL)       |
| 1983 Giuseppe Saronni (ITA)       | 1983 Sean Kelly (Irsko)           | 1983 Marino Lejarreta (ESP)        |
| 1982 Francesco Moser (ITA)        | 1982 Sean Kelly (Irsko)           | 1982 Stefan Mutter (SUI)           |
| 1981 Giuseppe Saronni (ITA)       | 1981 Freddy Maertens (BEL)        | 1981 Francisco Javier Cedena (ESP) |
| 1980 Giuseppe Saronni (ITA)       | 1980 Rudy Pevenage (BEL)          | 1980 Sean Kelly (IRL)              |
| 1979 Giuseppe Saronni (ITA)       | 1979 Bernard Hinault (FRA)        | 1979 Fons De Wolf (BEL)            |
| 1978 Francesco Moser Sanson (ITA) | 1978 Freddy Maertens (BEL)        | 1978 Ferdi Van Den Haute (BEL)     |
| 1977 Francesco Moser Sanson (ITA) | 1977 Jacques Esclassan (FRA)      | 1977 Freddy Maertens (BEL)         |
| 1976 Francesco Moser Sanson (ITA) | 1976 Freddy Maertens (BEL)        | 1976 Dietrich Thurau (GER)         |
| 1975 Roger De Vlaeminck (BEL)     | 1975 Rik Van Linden (BEL)         | 1975 Miguel María Lasa (ESP)       |
| 1974 Roger De Vlaeminck (BEL)     | 1974 Patrick Sercu (BEL)          | 1974 Domingo Perurena (ESP)        |
| 1973 Eddy Merckx (BEL)            | 1973 Herman Van Springel (BEL)    | 1973 Eddy Merckx (BEL)             |
| 1972 Roger De Vlaeminck (BEL)     | 1972 Eddy Merckx (BEL)            | 1972 Domingo Perurena (ESP)        |
| 1971 Marino Basso (ITA)           | 1971 Eddy Merckx (BEL)            | 1971 Cyrille Guimard (FRA)         |
| 1970 Franco Bitossi (ITA)         | 1970 Walter Godefroot (BEL)       | 1970 Guido Reybrouck (BEL)         |
| 1969 Franco Bitossi (ITA)         | 1969 Eddy Merckx (BEL)            | 1969 Raymond Steegmans (BEL)       |
| 1968 Eddy Merckx (BEL)            | 1968 Franco Bitossi (ITA)         | 1968 Jan Janssen (NED)             |
| 1967 Dino Zandegù (ITA)           | 1967 Jan Janssen (NED)            | 1967 Jan Janssen (NED)             |
| 1966 Gianni Motta (ITA)           | 1966 Willy Planckaert (BEL)       | 1966 Jos van der Vleuten (NED)     |
| 1965 ---                          | 1965 Felice Gimondi (ITA)         | 1965 Jan Janssen (NED)             |
| 1964 ---                          | 1964 Jacques Anquetil (FRA)       | 1964 Jan Janssen (NED)             |
| 1963 ---                          | 1963 Rik Van Looy (BEL)           | 1963 Bas Maliepaard (NED)          |
| 1962 ---                          | 1962 Rudi Altig (FRG)             | 1962 Rudi Altig (GER)              |
| 1961 ---                          | 1961 André Darrigade (FRA)        | 1961 Antonio Suárez (ESP)          |
| 1960 ---                          | 1960 Jean Graczyk (FRA)           | 1960 Arthur Decabooter (BEL)       |
| 1959 ---                          | 1959 André Darrigade (FRA)        | 1959 Rik Van Looy (BEL)            |
| 1958 ---                          | 1958 Jean Graczyk (FRA)           | 1958 Salvador Botella (ESP)        |
| 1957 ---                          | 1957 Jean Forestier (FRA)         | 1957 Vicente Iturat (ESP)          |
| 1956 ---                          | 1956 Stan Ockers (BEL)            | 1956 Rik Van Steenbergen (BEL)     |
| 1955 ---                          | 1955 Stan Ockers (BEL)            | 1955 Fiorenzo Magni (ITA)          |
| Giro d'Italia                     | Tour de France                    | Vuelta a España                    |

## Seznam výherců bodovací soutěže závodů Grand Tour

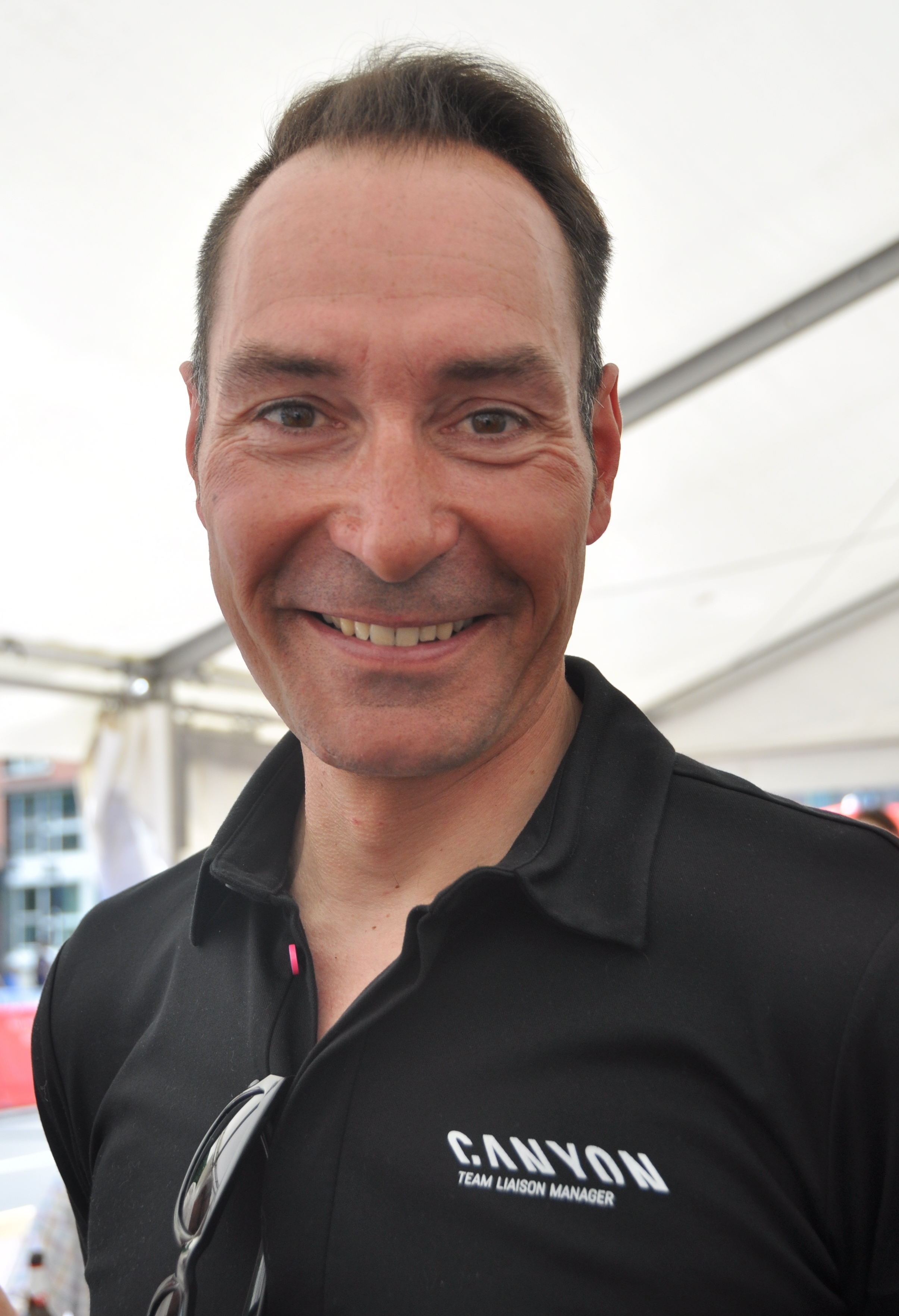
Erik Zabel Německo - 9× vítěz.
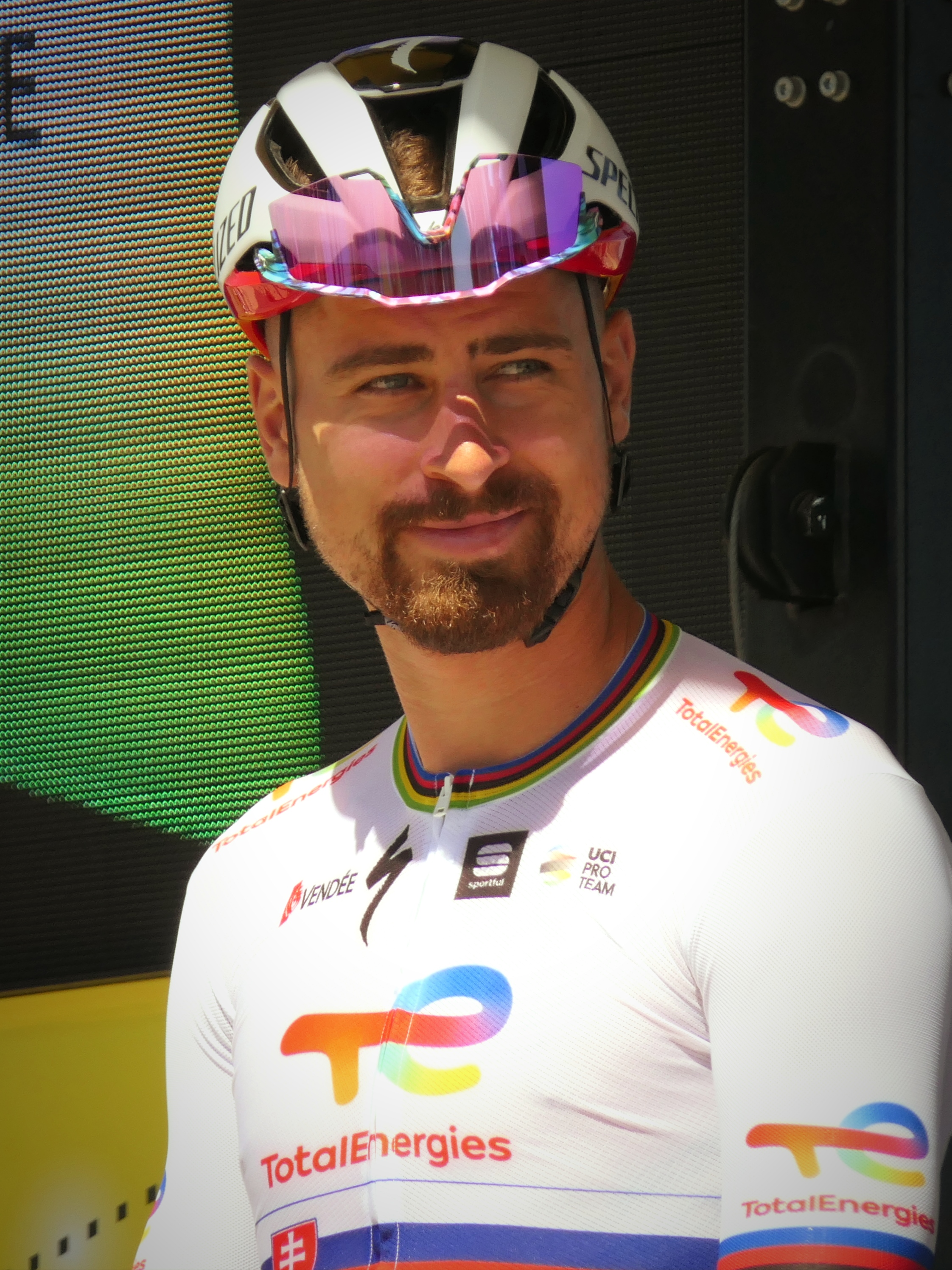
Peter Sagan Slovensko - 8 × vítěz.
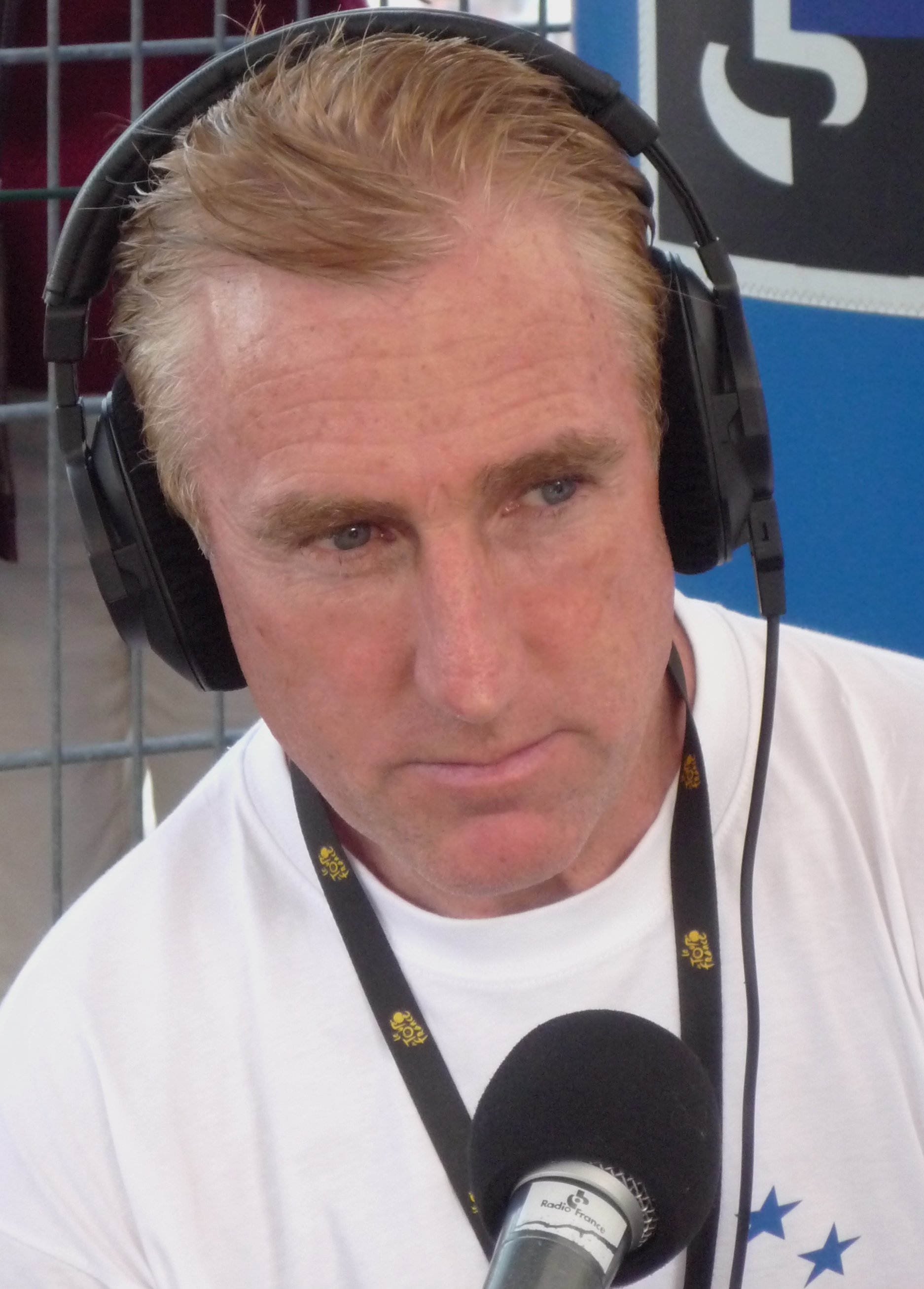
Sean Kelly Irsko - 8× vítěz.
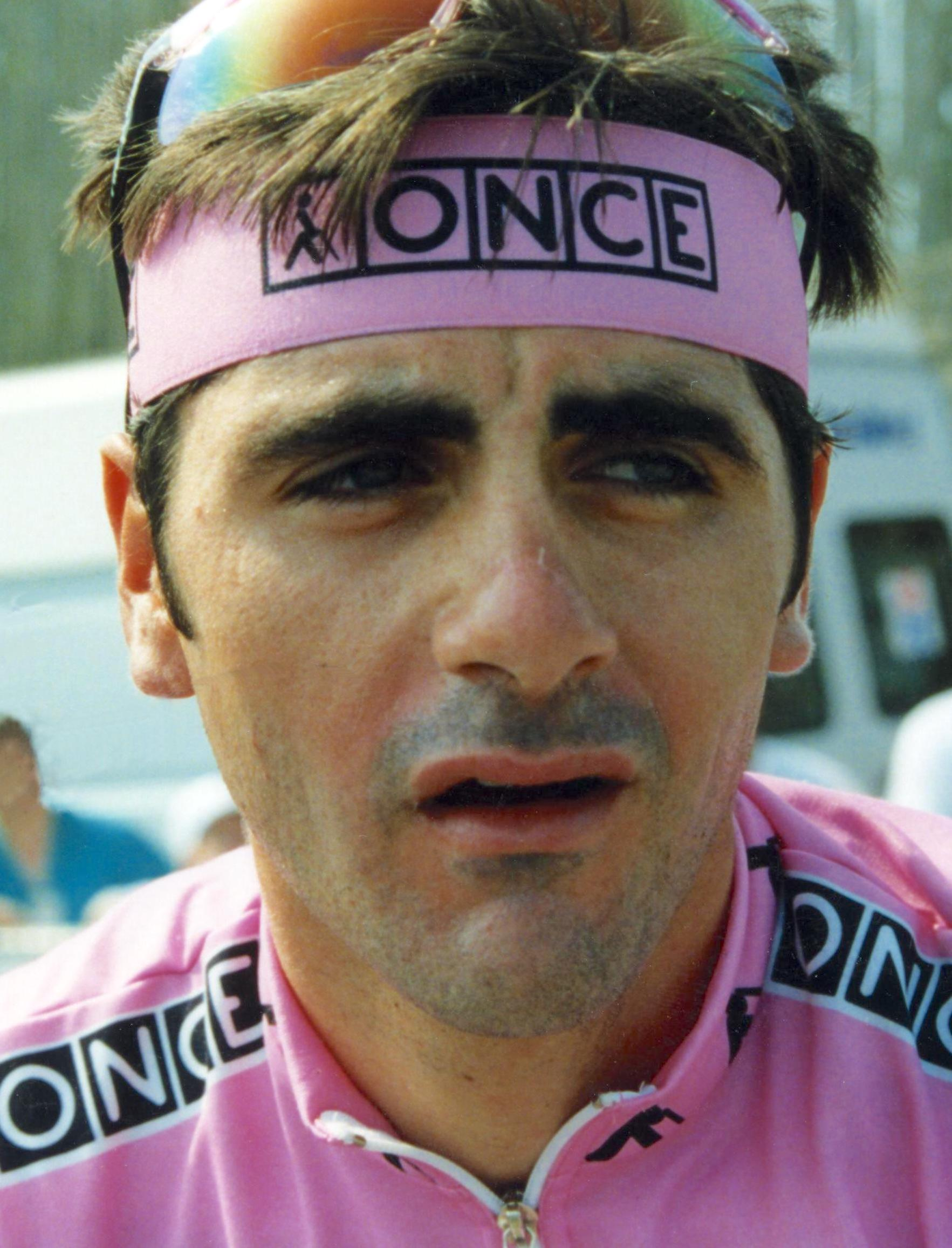
Laurent Jalabert Francie - 7× vítěz.
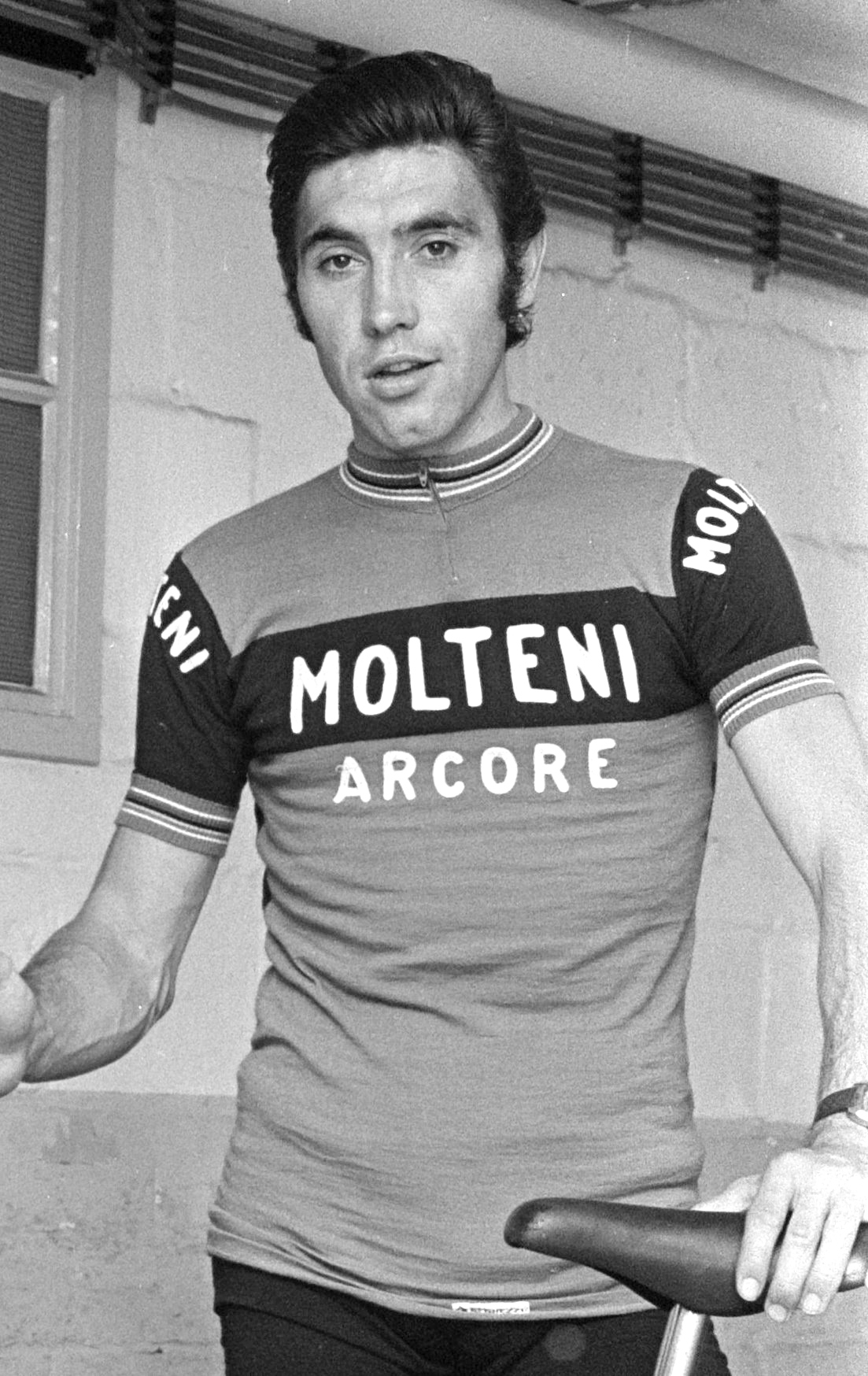
Eddy Merckx Belgie - 6× vítěz.

Alespoň jednou každý ze závodů vyhráli ve své kariéře tito cyklisté (počty jsou uvedeny k roku 2021):
| Bodovací soutěž Grand Tours |                                |                                                     |                                |
| Cyklista                    | Giro d'Italia                  | Tour de France                                      | Vuelta a España                |
| Erik Zabel                  | nevyhrál                       | 6x - 1996 • 1997 • 1998 • 1999 • 2000 • 2001        | 3x - 2002, 2003, 2004          |
| Peter Sagan                 | 1x - 2021                      | 7x - 2012 • 2013 • 2014 • 2015 • 2016 • 2018 • 2019 | nevyhrál                       |
| Sean Kelly                  | 4x - 1980 • 1985 • 1986 • 1988 | nevyhrál                                            | 4x - 1982 • 1983 • 1985 • 1989 |
| Laurent Jalabert            | 1x - 1999                      | 2x - 1992 • 1995                                    | 4x - 1994 • 1995 • 1996 • 1997 |
| Eddy Merckx                 | 2x - 1968 • 1973               | 3x - 1969 • 1971 • 1972                             | 1x - 1973                      |